# Andebol em Portugal
O andebol em Portugal é dirigido pela Federação de Andebol de Portugal.

## História
A introdução do andebol de onze está associada à publicação, em novembro de 1929, das regras deste desporto no extinto jornal português Sports, sendo o desportista suiço Armando Tschopp o responsável por esta publicação. No mesmo ano começa a ser praticado na cidade do Porto.
Todavia, a primeira apresentação oficial de um jogo de andebol só viria a ocorrer em 31 de janeiro de 1931, também na cidade do Porto. No mesmo é fundada a Associação de Andebol de Lisboa e um ano depois, em 1932, a Associação de Andebol do Porto.
Em 1 de maio de 1939 é fundada a Federação Portuguesa de Andebol, atual Federação de Andebol de Portugal, por iniciativa das associações de Lisboa, Porto e Coimbra.
A introdução do andebol de sete deu-se em 1949, também por um alemão, Henrique Feist. O primeiro torneio oficial da nova modalidade foi organizado por Feist, na vila de Cascais, no verão de 1949.
Ao longo dos anos a popularidade do andebol de sete levou gradualmente à extinção do andebol de onze.